# As 05 Melhores (coletânea de Claudia Leitte)
}} 
As 05 Melhores - Claudia Leitte é a primeira coletânea da cantora brasileira Claudia Leitte. Foi lançado em formato de extended play pela gravadora Universal Music com direitos à Fábrica Da Música. Foi lançado no dia 19 de setembro de 2008. Contém cinco faixas, sendo quatro delas extraídas do álbum Ao Vivo em Copacabana. Contém um remix exclusivo do single Exttravasa.

## Lista de faixas
| N.º            | Título                                        | Compositor(es)                         | Duração |  |
| 1.             | "Beijar na Boca"                              | Blanch Roger Tom                       | 3:06    |  |
| 2.             | "Pássaros"                                    | Mikael Mutti                           | 3:38    |  |
| 3.             | "Cai Fora / Foto na Estante / Banho de Chuva" | Rocha Brasileiro Tapajós               | 4:32    |  |
| 4.             | "Pensando em Você"                            | Henrique Cerqueira                     | 5:19    |  |
| 5.             | "Exttravasa (Extravasa)" (Remix)              | Rocha Brasileiro Tapajós Jean Carvalho | 4:14    |  |
| Duração total: | Duração total:                                | Duração total:                         | 20:49   |  |

## Histórico de lançamento
| País  | Data                   | Formato          | Notas           |
| ----- | ---------------------- | ---------------- | --------------- |
| Mundo | 19 de setembro de 2008 | download digital | Universal Music |